# ケビン・カレン
ケビン・カレン（Kevin Curren, 1958年3月2日 - ）は、南アフリカ・ダーバン出身の男子プロテニス選手。1984年の全豪オープンと1985年のウィンブルドンで、4大大会男子シングルスに2度の準優勝がある。ダブルスでは、1982年の全米オープン男子ダブルスでスティーブ・デントン（アメリカ）と組んで優勝し、混合ダブルスではアン・スミス（アメリカ）とのペアで3勝を獲得した。自己最高ランキングはシングルス5位、ダブルス3位。ATPツアーでシングルス5勝、ダブルス26勝を挙げた。身長185cm、体重77kg、右利き。

## 来歴
1979年にプロ入り。1981年に地元南アフリカ・ヨハネスブルグの大会でツアー初優勝を果たす。1984年の全豪オープンで、カレンはマッツ・ビランデルとの決勝戦まで勝ち上がった。当時の全豪オープンは、年末の12月に開催されていた。同大会では1981年と1982年に、南アフリカ出身のテニス選手としてヨハン・クリーク（年齢もカレンと同じ年）が大会2連覇を果たしていた。カレンはクリークに続く快挙を狙ったが、 ビランデルに 7-6, 4-6, 6-7, 2-6 で敗れ、このスウェーデン人選手の大会2連覇を阻止できなかった。
カレンの名前が最も記憶されている場面は、何と言っても1985年のウィンブルドン男子シングルス決勝戦である。大会第8シードだったカレンは、上位シード選手を立て続けに破って勝ち進み、まず4回戦でステファン・エドベリ、準々決勝では第1シードのジョン・マッケンロー、そして準決勝ではベテランのジミー・コナーズを破って自身2度目の4大大会決勝進出を果たした。その決勝戦では、世界ランキング38位のノーシードから勝ち上がった西ドイツのボリス・ベッカーと対戦することになった。ところが、カレンはこの試合でベッカーの勢いに飲み込まれてしまい、3-6, 7-6, 6-7, 4-6 のスコアで敗れてしまった。勝者となったベッカーは「17歳7ヶ月」の大会最年少優勝記録を樹立し、それを契機に西ドイツのスーパースターとなる。カレンはベッカーの出発点を見守る役に回ってしまい、とうとう4大大会の男子シングルスで優勝できずに終わった。
カレンの最後の4大大会出場は1992年全米オープンで、7年前に苦杯をなめたベッカーに1回戦で敗退している。1993年3月に出身地の南アフリカ・ダーバンの大会での初戦敗退を最後に、カレンは35歳で現役を退いた。
引退後のカレンは、同じ年のライバルであったヨハン・クリークとダブルスでペアを組み、ウィンブルドンの「45歳以上の選手による男子ダブルス」部門で3連覇を果たしている。

## 主な成績
- 全豪オープン　男子シングルス準優勝：1984年
- ウィンブルドン　男子シングルス準優勝：1985年／混合ダブルス優勝：1982年
- 全米オープン　男子ダブルス：1勝（1982年）／混合ダブルス：2勝（1981年＆1982年）